# Премія «Люм'єр» (10-та церемонія)
10-та церемонія вручення Премії Люм'єр французької Академії Люм'єр відбулася 16 лютого 2005 у Парижі. Церемонія проходила під головуванням Алена Корно. Фільм Хористи отримав перемогу у номінації «Найкращий фільм».

## Переможці
| Нагорода                     | Переможець                                                     |
| ---------------------------- | -------------------------------------------------------------- |
| Найкращий фільм              | Хористи                                                        |
| Найкращий режисер            | Жан-П'єр Жене — Довгі заручини                                 |
| Найкращий актор              | Матьє Амальрік — Королі і королева                             |
| Найкраща акторка             | Еммануель Дево — Королі і королева                             |
| Найкращий сценарій           | Абделатіф Кешиш — Виверт                                       |
| Найперспективніший актор     | Дам'єн Жуйро — Орфографічні помилки                            |
| Найперспективніша акторка    | Лола Наймарк — Вишивальниці та Марілу Беррі — Подивись на мене |
| Найкращий франкомовний фільм | Завтра переїжджаємо                                            |